# Radio KLF
Radio KLF var en finsk radiostation i Helsingfors som 2005-2011 sände på frekvensen 100,0 MHz (Helsingfors), 98,3 MHz (Åbo), 101,6 MHz (Tammerfors). De spelade för det mesta dance.